# Gustav Philipp Zwinger
Gustav Philipp Zwinger (* 3. Januar 1779 in Nürnberg; † 15. Januar 1819 ebenda) war ein deutscher Maler, Radierer und Lithograf.

## Leben
Zwinger, der Sohn des Malers und Kupferstechers Christoph Johann Sigmund Zwinger, erhielt seine künstlerische Ausbildung zunächst beim Vater und später bei Johann Eberhard Ihle. 1799–1801 setzte er seine Studien bei Heinrich Füger an der Akademie der bildenden Künste Wien fort.
Schon vor 1800 unterrichtete Zwinger den minderjährigen Albert Christoph Reindel, der später einmal sein Nachfolger werden sollte.
1813 wurde Zwinger Nachfolger seines Vaters als Leiter der Städtischen Zeichenschule in Nürnberg.

## Werk
Er schuf u. a. Almanachblätter mit Szenen aus Werken von Gotthold Ephraim Lessing und
Friedrich Schiller sowie Radierungen, Federzeichnungen und Aquarelle.